# Franco Baribbi
Franco Baribbi (Brescia, 2 marzo 1942 – Gussago, 29 gennaio 2018) è stato un imprenditore e dirigente sportivo italiano.

## Biografia
Industriale nel settore dei veicoli antincendio, la Carrozzeria Baribbi ebbe un massimo di 600 dipendenti; oltre alla sede bresciana ebbe una fabbrica a Rovereto ed una in Sardegna. L'allestimento dei veicoli fu principalmente su veicoli Iveco. Uscito dal mondo del calcio nel 1989, l'ex presidente del Brescia ha visto fallire la sua azienda nel 1992 e venne inquisito con una quindicina tra giocatori e dirigenti, tuttavia però l’autorità giudiziaria non ritenne necessario dar luogo a processo. Resta il fatto che Franco Baribbi, ha impegnato nel Brescia Calcio molte delle sue sostanze con grande generosità.
Franco Baribbi prese il timone del Brescia Calcio da Mario Cervati nel 1982; dopo le prime tre stagioni disputate dal Brescia in Serie C/1, dal 1984 al 1986 la squadra ottenne una doppia promozione diretta, dalla Serie C/1 alla Serie A con in panchina Antonio Pasinato. Dopo sette anni di presidenza, il 2 maggio 1989 Franco Baribbi ha ceduto le quote azionarie del Brescia a Luciano Ravelli.